# Dawid Kubacki
Dawid Grzegorz Kubacki, né le 12 mars 1990 à Nowy Targ, en Petite-Pologne, est un sauteur à ski polonais, champion du monde sur le petit tremplin à Seefeld en 2019. Il est membre de l'équipe nationale polonaise et a participé aux Jeux olympiques d'hiver en 2014 et 2018.
Il remporte la Tournée des quatre tremplins 2019-2020.

## Carrière
Actif au niveau international depuis 2006, il démarre en Coupe du monde, le 15 janvier 2009 à Zakopane et marque ses premiers points en d'année 2012 à Kuusamo (22e), avant d'entrer dans le top dix à Engelberg (neuvième). En 2013, il obtient la médaille de bronze aux Mondiaux de Val di Fiemme avec Maciej Kot, Piotr Zyla et Kamil Stoch. En 2014, il participe aux Jeux olympiques de Sotchi, où il est 32e.
En décembre 2016, il monte sur son premier podium sur épreuve par équipes, les Polonais gagnant à Klingenthal.
En 2017, il fait partie de la première équipe polonaise championne du monde à Lahti. Il obtient son premier podium individuel en Coupe du monde sur la Tournée des quatre tremplins 2017-2018 en terminant troisième du concours d'Oberstdorf. Aux Jeux olympiques d'hiver de 2018, il remporte la médaille de bronze sur l'épreuve par équipes avec Kot, Hula et Stoch et se classe notamment dixième au grand tremplin. La médaille de bronze est aussi son résultat aux Championnats du monde de vol à ski dans la compétition par équipes. Après une deuxième place à Lillehammer, il est en route pour son premier classement général dans le top dix en Coupe du monde (9e).
Le 13 janvier 2019, pour son quatrième podium de la saison, Dawid Kubacki remporte sa première victoire en Coupe du monde à Val di Fiemme, en Italie, où il réalise l'exploit de mettre fin à la série du Japonais Ryōyū Kobayashi, qui avait gagné les sept derniers concours de saut à ski. Sur le tremplin de vol à ski d'Oberstdorf, Il ajoute deux podiums à son compteur, avant de se rendre aux Championnats du monde à Seefeld, où il surprend ses adversaires sur le petit tremplin après une 27e place sur la première manche pour remporter le titre mondial (devant Stoch) dans des conditions neigeuses. Il finit la saison au cinquième rang de la Coupe du monde.
Le 6 janvier 2020, il remporte la  prestigieuse Tournée des quatre tremplins 2019-2020 avec une victoire à Bischofshofen.

## Palmarès

### Jeux olympiques
| Épreuve / Édition   | Individuel                          | Individuel     | Par équipes Grand tremplin          |
| Épreuve / Édition   | Petit tremplin                      | Grand tremplin | Par équipes Grand tremplin          |
| JO 2014 Sotchi      | 32e                                 | —              | —                                   |
| JO 2018 Pyeongchang | 35e                                 | 10e            | Médaille de bronze, Jeux olympiques |
| JO 2022 Pékin       | Médaille de bronze, Jeux olympiques | 26e            | 6e                                  |

Légende :
- : première place, médaille d'or
- : deuxième place, médaille d'argent
- : troisième place, médaille de bronze
- — : Dawid Kubacki  n'a pas participé à cette épreuve

### Championnats du monde
| Épreuve / Édition           | Individuel     | Individuel     | Par équipes Grand tremplin |
| Épreuve / Édition           | Petit tremplin | Grand tremplin | Par équipes Grand tremplin |
| Mondiaux 2013 Val di Fiemme | 31e            | 20e            | Bronze                     |
| Mondiaux 2015 Falun         | —              | 29e            | —                          |
| Mondiaux 2017 Lahti         | 8e             | 8e             | Or                         |
| Mondiaux 2019 Seefeld       | Or             | 12e            | 4e                         |
| Mondiaux 2021 Oberstdorf    | 5e             | 15e            | Bronze                     |
| Mondiaux 2023 Planica       |                | Bronze         |                            |

Légende :
- : première place, médaille d'or
- : deuxième place, médaille d'argent
- : troisième place, médaille de bronze
- — : Dawid Kubacki  n'a pas participé à cette épreuve

### Championnats du monde de vol à ski
| Épreuve / Édition | Tauplitz 2016 | Oberstdorf 2018 | Planica 2020 | Vikersund 2022 |
| Individuel        | 15e           | 10e             | 15e          | -              |
| Par équipes       | 5e            | Bronze          | Bronze       | 5e             |

### Coupe du monde
- Meilleur classement général : 4e en 2020.
- Vainqueur de la Tournée des quatre tremplins 2019-2020
- 38 podiums individuels : 11 victoires, 9 deuxièmes places et 18 troisièmes places.
- 22 podiums par équipes, dont 9 victoires.
- 1 podium en Super Team : 1 victoire.

#### Différents classements en Coupe du monde
| Année     | Classement général final |
| 2012-2013 | 36e                      |
| 2013-2014 | 49e                      |
| 2014-2015 | 53e                      |
| 2015-2016 | 29e                      |
| 2016-2017 | 19e                      |
| 2017-2018 | 9e                       |
| 2018-2019 | 5e                       |
| 2019-2020 | 4e                       |
| 2020-2021 | 8e                       |
| 2021-2022 | 27e                      |
| 2022-2023 | 4e                       |

#### Victoires
| Année     | Lieu |
| 2018-2019 | Val di Fiemme (Italie)                                                                                            |
| 2019-2020 | Bischofshofen (Autriche), Titisee-Neustadt (Allemagne) x2                                                         |
| 2020-2021 | Garmisch (Allemagne)                                                                                              |
| 2022-2023 | Wisła (Pologne) x2, Titisee-Neustadt (Allemagne), Engelberg (Suisse), Innsbruck (Autriche), Lillehammer (Norvège) |

### Jeux européens
| Épreuve / Édition               | Individuel     | Individuel     | Mixte par équipes |
| Épreuve / Édition               | Petit tremplin | Grand tremplin | Mixte par équipes |
| Jeux européens de 2023 Zakopane | 10e            | Or             | —                 |

### Grand Prix
- Vainqueur de l'édition 2017.
- 6 victoires en individuel.

### Coupe continentale
- 4 victoires.

## Vie personnelle
Dawid Kubacki est marié à Marta depuis le 1er mai 2019.